# Эссерер, Оскар
Оска́р Эссере́р (фр. Oscar Heisserer; 18 июля 1914 — 7 октября 2004) — французский футболист и тренер, полузащитник сборной Франции, участник чемпионата мира 1938.

## Карьера

### Клубная
Оскар Эссерер начал карьеру футболиста в клубе «Бишвилье», выступавшем в чемпионате Эльзаса. В 1934 году перешёл в «Страсбур». Дебютировал за команду 25 августа 1934 года в матче чемпионата Франции против «Сета». Полузащитник выступал за «Страсбур» 4 сезона подряд и стал вице-чемпионом Франции и финалистом национального кубка.
Летом 1938 года Эссерер перешёл в парижский «Расинг» за рекордные для довоенной Франции 150 тысяч франков. С «Расингом» Оскар Эссерер дважды выиграл кубок Франции, однако затем Вторая мировая война привела к перерыву в игровой карьере полузащитника. В марте 1943 года Эссерер бежал из оккупированной Франции в Швейцарию и зимой 1944/45 принимал участие в освобождении Эльзаса.
По окончании войны Оскар Эссерер вернулся в футбол и в 1945 году в третий раз выиграл кубок Франции в составе «Расинга», забив третий гол в финале в ворота «Лилля». С 1945 по 1949 годы полузащитник вновь выступал за «Страсбур» и в 1947 снова стал финалистом национального кубка. Закончил карьеру игрока в лионском «Олимпике» в 1952 году.

### В сборной
Оскар Эссерер дебютировал в сборной Франции 13 декабря 1936 года в товарищеском матче с Югославией. 30 января 1938 года в четвёртом для себя матче за сборную Эссерер забил гол в ворота сборной Бельгии. В составе сборной полузащитник принимал участие в чемпионате мира 1938 года, где провёл 2 матча и забил гол в четвертьфинальном матче со сборной Италии.
26 мая 1945 года Оскар Эссерер впервые в своей карьере сыграл за сборную с капитанской повязкой. Это произошло в товарищеском матче со сборной Англии на стадионе «Уэмбли». На последней минуте того матча полузащитник поразил ворота англичан, установив окончательный счёт встречи — 2:2. Результат стал историческим для «трёхцветных»: впервые в своей истории сборная Франции не проиграла англичанам на их поле.
В последний раз за сборную Оскар Эссерер выступал 4 апреля 1948 года в товарищеском матче со сборной Италии. Всего полузащитник провёл за национальную команду 25 матчей (из которых 7 — в качестве капитана) и забил 8 голов.

### Тренерская
В разное время Оскар Эссерер в качестве играющего тренера возглавлял «Страсбур» и лионский «Олимпик», с которым выигрывал Дивизион 2 в сезоне 1950/51. По окончании карьеры игрока Эссерер остался главным тренером «ткачей» и сумел в 1954 году вновь вывести команду в Лигу 1, однако в декабре того же года покинул клуб. В сезоне 1955/1956 Эссерер снова тренировал «Страсбур», с которым занял 14-е место в чемпионате. Последним клубом в тренерской карьере Оскара Эссерера стал «Кольмар».

## После завершения карьеры
По окончании тренерской карьеры Эссерер занимался бизнесом в банковском секторе, затем возглавлял компанию, производившую обувь. Скончался в Страсбуре 7 октября 2004 года на 91-м году жизни.

## Статистика
| Матчи Эссерера за сборную Франции | Матчи Эссерера за сборную Франции | Матчи Эссерера за сборную Франции | Матчи Эссерера за сборную Франции | Матчи Эссерера за сборную Франции | Матчи Эссерера за сборную Франции | Матчи Эссерера за сборную Франции |
| --------------------------------- | --------------------------------- | --------------------------------- | --------------------------------- | --------------------------------- | --------------------------------- | --------------------------------- |
| №                                 | Дата                              | Соперник                          | Счёт                              | Голы Эссерера                     | Турнир                            |                                   |
| 1                                 | 13 декабря 1936                   | Югославия                         | 1:0                               | -                                 | Товарищеский матч                 |                                   |
| 2                                 | 31 октября 1937                   | Нидерланды                        | 3:2                               | -                                 | Товарищеский матч                 |                                   |
| 3                                 | 5 декабря 1937                    | Италия                            | 0:0                               | -                                 | Товарищеский матч                 |                                   |
| 4                                 | 30 января 1938                    | Бельгия                           | 5:3                               | 1                                 | Товарищеский матч                 |                                   |
| 5                                 | 24 марта 1938                     | Болгария                          | 6:1                               | -                                 | Товарищеский матч                 |                                   |
| 6                                 | 26 мая 1938                       | Англия                            | 2:4                               | -                                 | Товарищеский матч                 |                                   |
| 7                                 | 5 июня 1938                       | Бельгия                           | 3:1                               | -                                 | ЧМ—1938                           |                                   |
| 8                                 | 12 июня 1938                      | Италия                            | 1:3                               | 1                                 | ЧМ—1938                           |                                   |
| 9                                 | 4 декабря 1938                    | Италия                            | 0:1                               | -                                 | Товарищеский матч                 |                                   |
| 10                                | 22 января 1939                    | Польша                            | 4:0                               | 1                                 | Товарищеский матч                 |                                   |
| 11                                | 16 марта 1939                     | Венгрия                           | 2:2                               | 1                                 | Товарищеский матч                 |                                   |
| 12                                | 18 мая 1939                       | Бельгия                           | 3:1                               | -                                 | Товарищеский матч                 |                                   |
| 13                                | 21 мая 1939                       | Уэльс                             | 2:1                               | -                                 | Товарищеский матч                 |                                   |
| 14                                | 28 января 1940                    | Португалия                        | 3:2                               | 1                                 | Товарищеский матч                 |                                   |
| 15                                | 26 мая 1945                       | Англия                            | 2:2                               | 1                                 | Товарищеский матч                 |                                   |
| 16                                | 7 апреля 1946                     | Чехословакия                      | 3:0                               | 1                                 | Товарищеский матч                 |                                   |
| 17                                | 14 апреля 1946                    | Португалия                        | 1:2                               | -                                 | Товарищеский матч                 |                                   |
| 18                                | 5 мая 1946                        | Австрия                           | 3:1                               | 1                                 | Товарищеский матч                 |                                   |
| 19                                | 19 мая 1946                       | Англия                            | 2:1                               | -                                 | Товарищеский матч                 |                                   |
| 20                                | 23 марта 1947                     | Португалия                        | 1:0                               | -                                 | Товарищеский матч                 |                                   |
| 21                                | 3 мая 1947                        | Англия                            | 0:3                               | -                                 | Товарищеский матч                 |                                   |
| 22                                | 1 июня 1947                       | Бельгия                           | 4:2                               | -                                 | Товарищеский матч                 |                                   |
| 23                                | 8 июня 1947                       | Швейцария                         | 2:1                               | -                                 | Товарищеский матч                 |                                   |
| 24                                | 23 ноября 1947                    | Португалия                        | 4:2                               | -                                 | Товарищеский матч                 |                                   |
| 25                                | 4 апреля 1948                     | Италия                            | 1:3                               | -                                 | Товарищеский матч                 |                                   |

Итого: 25 матчей / 8 голов; 16 побед, 3 ничьих, 6 поражений.

## Достижения
- Вице-чемпион Франции (1): 1934/35
- Обладатель Кубка Франции (3): 1938/39, 1939/40, 1944/45
- Финалист Кубка Франции (2): 1936/37, 1946/47